# Хрещення Русі (золота монета)
«Хре́щення Русі́» — пам'ятна золота монета номіналом 50 гривень, випущена Національним банком України, присвячена народженню у місті Вифлеємі 2000 років тому від Діви Марії та Духа Святого, Сина Божого — Ісуса Христа, засновника християнського віровчення.
Монету введено в обіг 16 жовтня 2000 року. Вона належить до серії «2000-ліття Різдва Христового».

## Опис монети та характеристики
| Номінал грн. | Метал            | Маса, г       | Діаметр, мм | Якість виготовлення | Гурт    | Тираж, штук |
| ------------ | ---------------- | ------------- | ----------- | ------------------- | ------- | ----------- |
| 50           | золото 900 проби | 15,55 / 17,28 | 25,0        | пруф                | гладкий | 3 000       |

### Аверс
На аверсі монети між двома постатями ангелів розміщено зображення малого Державного герба України і написи: «УКРАЇНА» та «50 ГРИВЕНЬ», «2000», позначення металу — Au, його проба — 900, вага у чистоті — 15,55 г., та логотип Монетного двору Національного банку України.

### Реверс
На реверсі монети на передньому плані розміщено хрестоподібну композицію із зображенням князя Володимира-Хрестителя на тлі сцени хрещення киян і стилізований напис: «ХРЕЩЕННЯ РУСІ».

## Автори

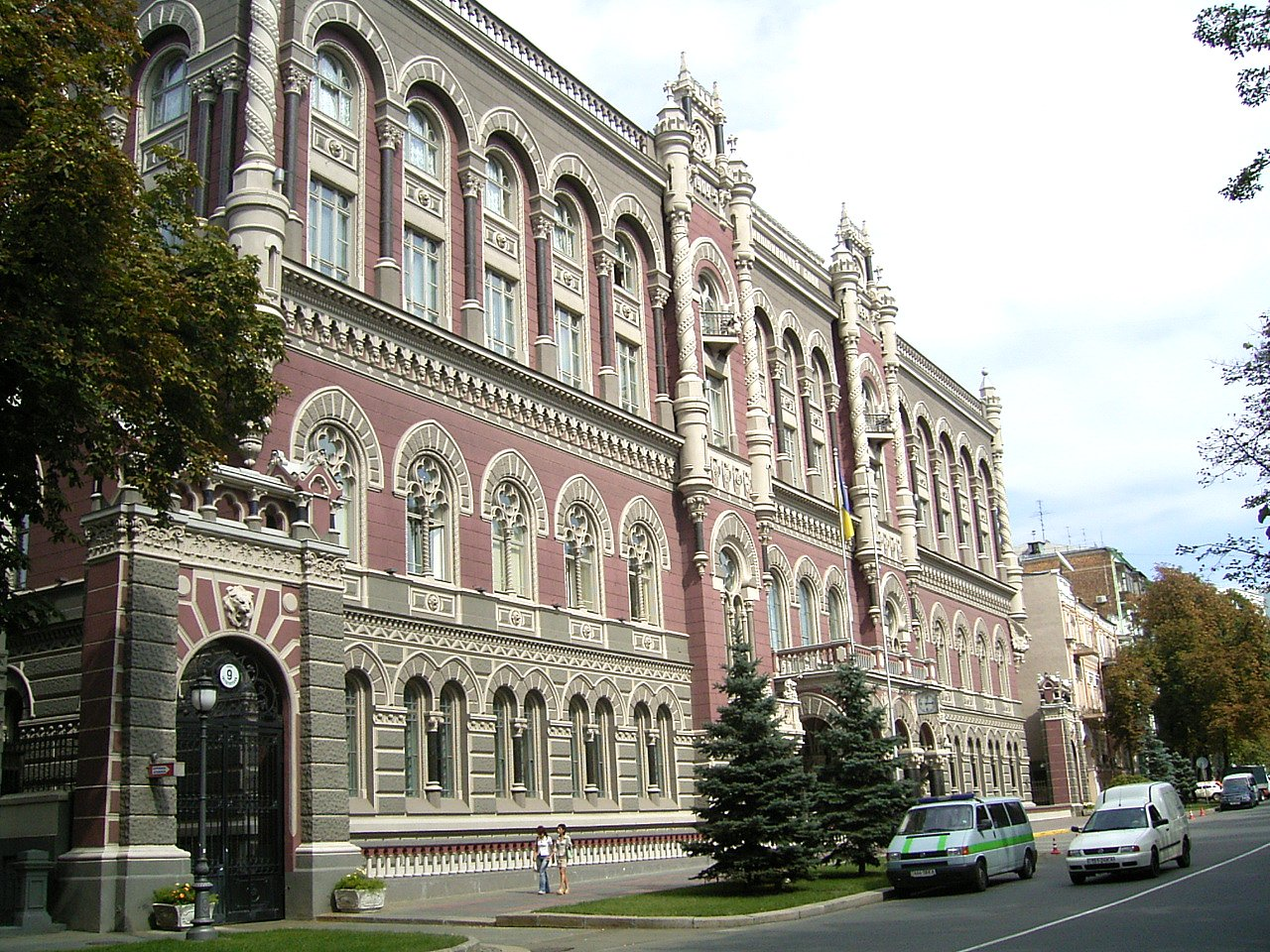
Будівля Національного банку України

- Художник — Чайковський Роман.
- Скульптор — Чайковський Роман.

## Вартість монети
Ціна монети — 7528 гривень була вказана на сайті Національного банку України в 2011 році.
Фактична приблизна вартість монети, з роками змінювалася так:
| Рік        | 2010   | 2011   | 2012   | 2013   | 2014   | 2015   | 2016   | 2017   | 2018   | 2019   |
| ---------- | ------ | ------ | ------ | ------ | ------ | ------ | ------ | ------ | ------ | ------ |
| Ціна, грн. | 9 000  | 9 000  | 10 000 | 9 000  | 8 795  | 37 500 | 30 000 | 18 200 | 21 000 | 22 000 |
| Рік        | 2020   | 2021   | 2022   | 2023   | 2024   | 2025   |        |        |        |        |
| Ціна, грн. | 22 000 | 32 000 | 38 000 | 50 000 | 69 000 | 84 000 |        |        |        |        |